# NGC 1151
NGC 1151 ist eine Elliptische Galaxie vom Hubble-Typ E3 im Sternbild Eridanus am Südsternhimmel. Sie ist schätzungsweise 405 Millionen Lichtjahre von der Milchstraße entfernt und hat einen Durchmesser von etwa 45.000 Lichtjahren. Wahrscheinlich bildet sie gemeinsam mit NGC 1150 ein gebundenes Galaxienpaar.

Im selben Himmelsareal befinden sich u. a. die Galaxien NGC 1157, NGC 1158, IC 276, IC 1866.
Das Objekt wurde am  31. Dezember 1885 von Francis Leavenworth entdeckt.